# Kasteel van Moerbeek
Het Kasteel van Moerbeek is een voormalig kasteeldomein, gelegen in de tot de gemeente Ichtegem behorende plaats Eernegem, aan Oostendesteenweg 222-224.

## Geschiedenis
Het betreft een vrijwel geheel ommuurd domein, waarin zich een kasteeltje bevond. Op de Ferrariskaarten (1770-1778) werd al enige bebouwing op dit perceel weergegeven, maar van een kasteelachtig gebouw zou pas in 1835 sprake zijn. Eigenaar was ene Deridder, die vrederechter te Oostende was. Omstreeks 1841 werd dit gebouw op de Atlas der Buurtwegen aangeduid als château. In 1866 werd, door Charles-Joseph Breydel-De Brock, een nieuw kasteel met serre gebouwd. In 1893 stichtte diens weduwe een kapel. In 1899 werd opnieuw een kasteel gebouwd en in 1908 werd dit nog uitgebreid. Het betrof een gebouw van vijf traveeën en drie bouwlagen. De huidige parkaanleg was in 1911 al in grote lijnen aanwezig.
In 1965 werd het kasteel afgebroken door de toenmalige eigenaar, Robert Van Biervliet. In 1968 werden twee nieuwe gebouwen op het domein opgericht en de conciërgewoning van 1897, die niet afgebroken was, werd uitgebreid met paardenstallen.

## Park
Van belang is de parkaanleg in landschapsstijl, aangelegd omstreeks 1900. Er is een vijver, er is een grasveld met bomengroepen en er is een parkbos. Er is een kunstmatige grot en er werden brugjes over de vijver gelegd. Ook zijn er kunstmatige heuveltjes aangelegd. Verder is er een kapel.